# Erianthina
Erianthina is een geslacht van rechtvleugeligen uit de familie Chorotypidae. De wetenschappelijke naam van dit geslacht is voor het eerst geldig gepubliceerd in 1975 door Descamps.

## Soorten
Het geslacht Erianthina omvat de volgende soorten:
- Erianthina deflorata Brunner von Wattenwyl, 1893
- Erianthina kalawensis Descamps, 1975
- Erianthina toungooana Descamps, 1975